# Sounds Good Feels Good
Sounds Good Feels Good es el segundo álbum de estudio de la banda pop rock australiana 5 Seconds of Summer. Su lanzamiento al mercado tuvo lugar el 23 de octubre de 2015 a nivel mundial bajo el sello discográfico Capitol Records. Para dar a conocer el álbum y promover su venta fueron lanzados dos sencillos, «She's Kinda Hot», «Hey Everybodyǃ» y actualmente «Jet Black Heart». Así mismo «Fly Away» y «Money» fueron lanzados como sencillos promocionales,

## Contenido
Las canciones fueron compuestas por los mismos integrantes de 5 Seconds Of Summer y su productor John Feldmann. El álbum tiene colaboraciones del vocalista y guitarrista rítmico de la banda All Time Low, Alex Gaskarth así mismo como, David Hodges, exintegrante de la banda estadounidense de rock alternativo Evanescence. Contribuyen también los artistas de la banda británica de rock, Duran Duran, John Taylor, Roger Taylor, Nick Rhodes y el exguitarrista Andy Taylor. Además la versión "Target Exclusive"  incluye una canción colaborada con Josh Ramsay, vocalista principal de la banda Marianas Trench.

## Lista de canciones
Créditos adaptados a las notas de la portada de Sounds Good Feels Good.
- Edición regular[15]

| Sounds Good Feels Good |                          | |               |          |  |
| N.º                    | Título                   | Escritor(es) | Productor(es) | Duración |  |
| 1.                     | «Money»                  | Luke Hemmings Ashton Irwin John Feldmann Benji Madden Joel Madden                                                                |               | 2:54     |  |
| 2.                     | «She's Kinda Hot»        | Michael Clifford Ashton Irwin John Feldmann Benji Madden Joel Madden                                                             |               | 3:36     |  |
| 3.                     | «Hey Everybody!»         | Calum Hood Jordan Johnson Stefan Johnson Marcus Lomax Benji Madden Joel Madden Nick Rhodes Andy Taylor J ohn Taylor Roger Taylor |               | 3:16     |  |
| 4.                     | «Permanent Vacation»     | Clifford Luke Hemmings Michael Green B. Madden J. Madden                                                                         |               | 3:25     |  |
| 5.                     | «Jet Black Heart»        | Calum Hood Michael Clifford J. Madden Jon Green David Hodges                                                                     |               | 3:41     |  |
| 6.                     | «Catch Fire»             | Michael Clifford Luke Hemmings Mike Green Alex Gaskarth                                                                          |               | 3:27     |  |
| 7.                     | «Waste The Night»        | Luke Hemmings Michael Clifford Calum Hood Ashton Irwin Feldmann Jacob Hindlin                                                    |               | 4:26     |  |
| 8.                     | «Vapor»                  | Hemmings Clifford Hood Irwin Feldmann Simon Wilcox                                                                               |               | 2:59     |  |
| 9.                     | «Castaway»               | Hood Hemmings Clarence Coffee Sean Douglas Jordan Johnson Stefan Johnson Marcus Lomax                                            |               | 3:34     |  |
| 10.                    | «Fly Away»               | Hood Hemmings Feldmann |               | 3:32     |  |
| 11.                    | «Invisible»              | Hemmings Clifford Hood Irwin Feldmann Roy Stride                                                                                 |               | 3:32     |  |
| 12.                    | «Airplanes»              | Clifford Feldmann |               | 3:38     |  |
| 13.                    | «San Francisco»          | Clifford Hood Feldmann Bonnie McKee Sarah Hudson                                                                                 |               | 4:19     |  |
| 14.                    | «Outer Space / Carry On» | Hemmings Clifford Hood Irwin John Feldmann                                                                                       |               | 6:38     |  |

- Edición deluxe[16]

| Sounds Good Feels Good |                           |                                                           |               |          |  |
| N.º                    | Título                    | Escritor(es)                                              | Productor(es) | Duración |  |
| 15.                    | «Safety Pin»              | Hemmings Clifford Hood Irwin Feldmann Emily Warren        |               | 3:29     |  |
| 16.                    | «The Girl Who Cried Wolf» | Hemmings Clifford Hood Irwin Feldmann                     |               | 3:08     |  |
| 17.                    | «Broken Home»             | Hemmings Clifford Hood Irwin Feldmann B. Madden J. Madden |               | 3:17     |  |

- Target exclusive bonus tracks

| "Sounds Good Feels Good - Target exclusive bonus tracks" |                                             |                          |               |          |  |
| N.º                                                      | Título                                      | Escritor(es)             | Productor(es) | Duración |  |
| 18.                                                      | «The Space Between A Rock And A Hard Place» | Hood Clifford Mike Green |               |          |  |
| 19.                                                      | «Story of Another Us»                       | Hemmings Josh Ramsay     |               |          |  |